# Байбокум
Байбокум, Баибокум (фр. Baïbokoum) — город и супрефектура в Чаде, расположенный на территории региона Восточный Логон. Административный центр департамента Монт-де-Лам.

## Географическое положение
Город находится в юго-западной части Чада, к югу от реки Западный Логон, на высоте 557 метров над уровнем моря.
Населённый пункт расположен на расстоянии приблизительно 484 километров к юго-юго-востоку от столицы страны Нджамены.

## Население
По данным официальной переписи 2009 года численность населения Байбокума составляла 18 685 человека (9294 мужчины и 9391 женщина). Население супрефектуры по возрастному диапазону распределилось следующим образом: 51,2 % — жители младше 15 лет, 45,4 % — между 15 и 59 годами и 3,4 % — в возрасте 60 лет и старше.

## Транспорт
К северу от города расположен одноимённый аэропорт.